# Jean Dubuffet
Jean Dubuffet (Le Havre, 31 luglio 1901 – Parigi, 12 maggio 1985) è stato un pittore, scultore e scrittore francese.
È considerato il fondatore del movimento artistico dell'Art Brut. Tale corrente artistica si sviluppa dal 1947, fino a quel momento il percorso di Dubuffet è stato così riassunto da Hal Foster: 1917, sedicenne, frequenta la scuola d'arte di Le Havre, dove risiedeva con la famiglia; 1918-1919 frequenta per breve tempo l'Académie Julian di Parigi; nel 1924 rinuncia alla pittura per entrare con riluttanza nell'azienda vinicola di famiglia; nel 1933 troviamo Dubuffet ancora in campo artistico con una serie di maschere in cartapesta e marionette di amici per poi rinunciare ancora all'arte nel 1937; morte del padre e fallimento del matrimonio; difficile situazione vissuta al tempo dell'Occupazione quale mercante di vini; nel 1942, dopo il congedo militare nel 1940, Dubuffet entra nel mondo dell'arte, ricominciando tutto da capo, come si legge nel Prospectus et tous les écrits suivantes (Gallimard, 1967).

## Biografia

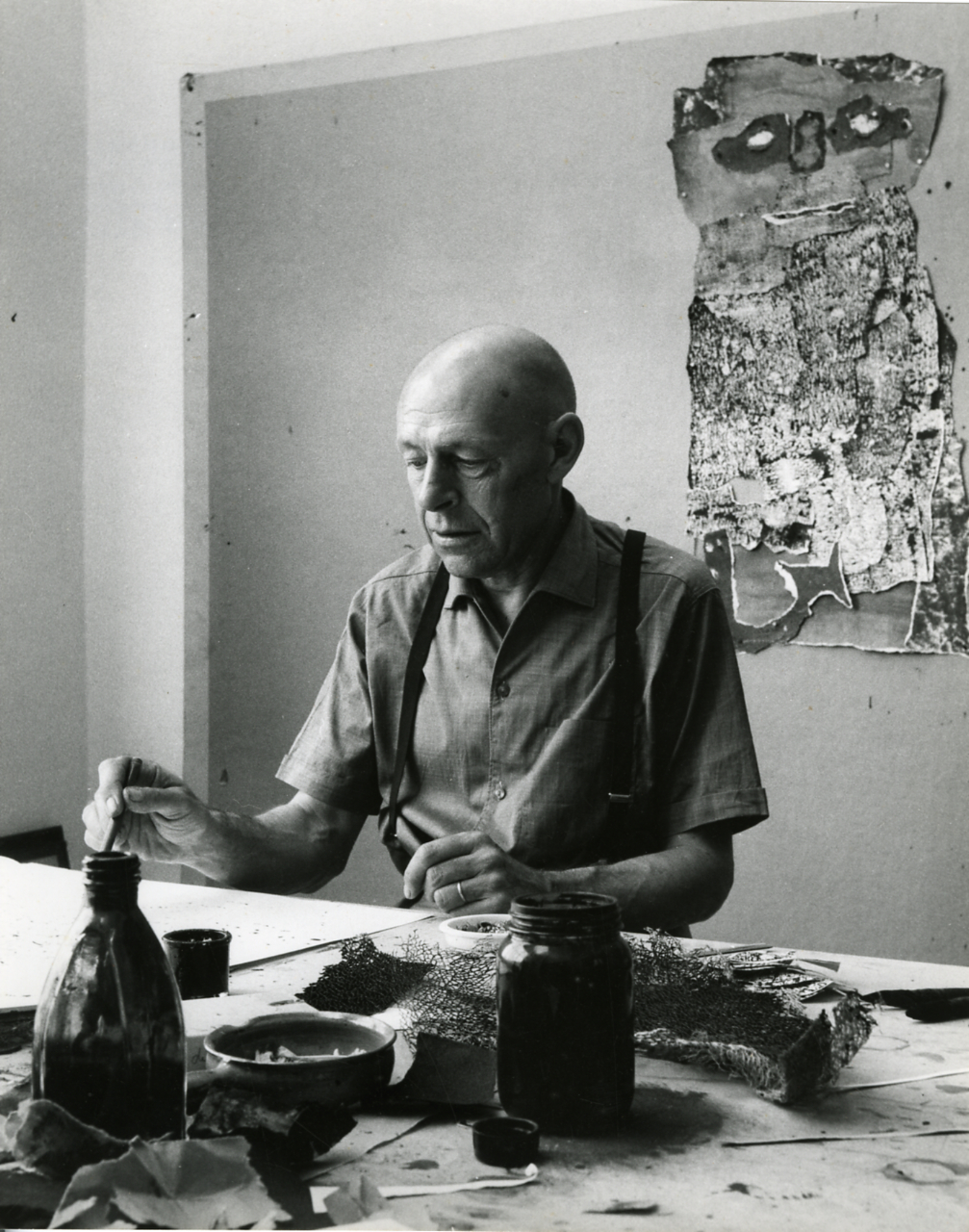
Jean Dubuffet nel suo studio a Vence fotografato da Paolo Monti nel 1960 (Fondo Paolo Monti, BEIC)

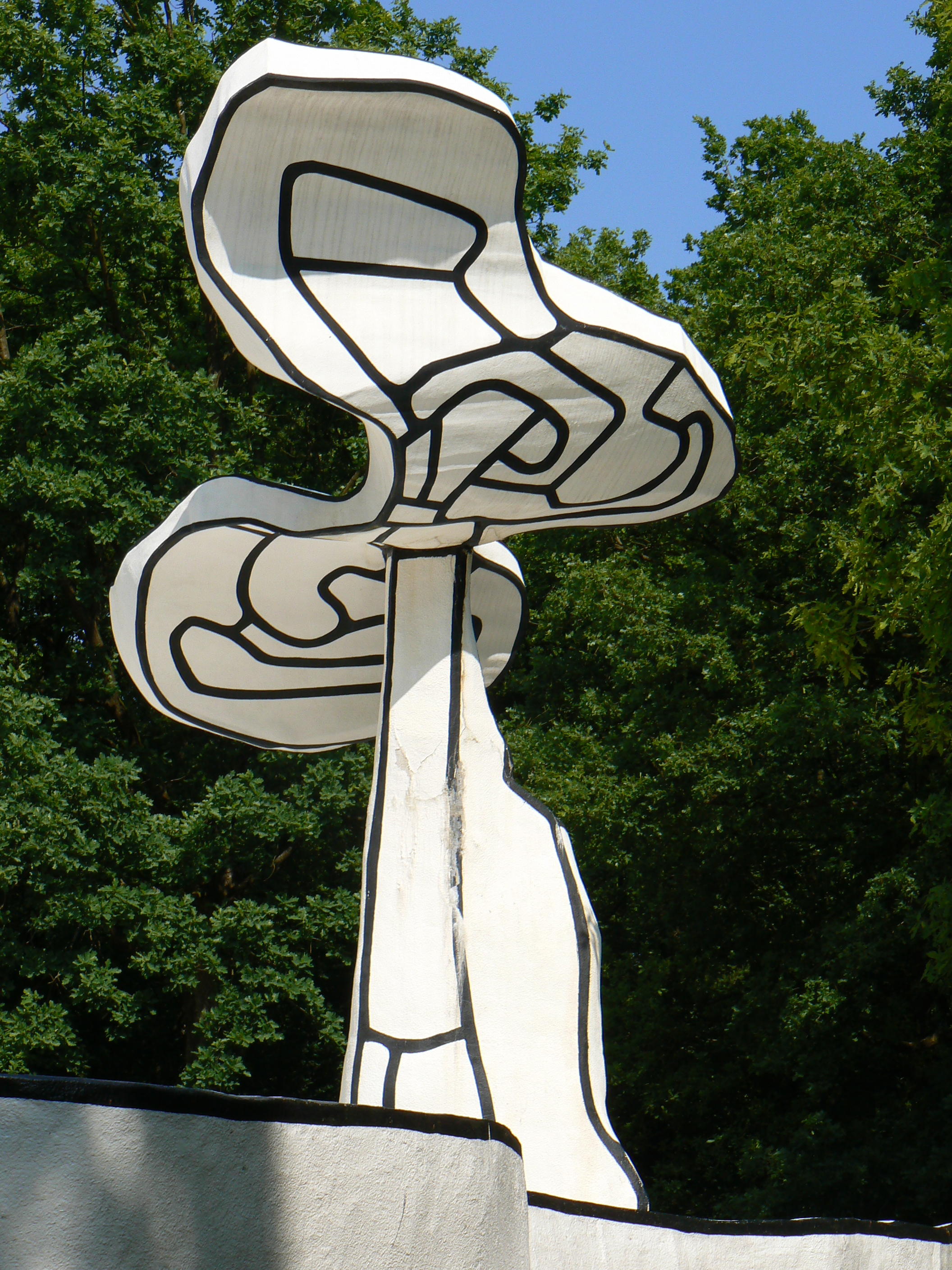
Scultura di J.Dubuffet Jardin d'Email

Era il figlio di Charles-Alexandre Dubuffet e Jeanne-Léonie Paillette, ricchi commercianti di vino.
Durante il periodo parigino Dubuffet frequenta Suzanne Valadon, Fernand Léger e Raoul Dufy, ed ha una forte influenza su di lui il libro  L'arte dei folli (Bildnerei der Geisteskranken, Berlin, 1922) dello psicoterapeuta amante dell'arte Hans Prinzhorn. È stato scritto che il tedesco Prinzhorn era stato «già fonte di ispirazione per Paul Klee, Max Ernst e la generazione surrealista, e che Dubuffet conosceva bene: (...)»
Dubuffet è anche affascinato dalla produzione dei popoli primitivi, dall'arte africana e dai disegni tracciati dai bambini.
Nel 1921 l'amico Georges Limbour chiede cinque xilografie a Dubuffet, destinate ad illustrare il poema di Roger Vitrac pubblicato sul numeto 2 della rivista Aventure
Nel 1923 vive in Italia e nel 1924 in Sudamerica. Smette di dipingere per molti anni, lavorando come disegnatore industriale. Per un lungo periodo si occupa della gestione dell'Azienda vinicola familiare di Buenos Aires. La scelta di diventare pittore è avvertita in lui fin dai tempi dell'Académie Julian ma poi, più volte ritrattata, diventa definitiva nel 1942 e, nel 1944, tiene la sua prima mostra personale alla Galerie René Drouin di Parigi nel 1946 con una presentazione di Michel Tapié.
È stato scritto che in questo periodo lo stile delle sue opere è influenzato dall'astrattismo di Paul Klee.

### L'attività artistica

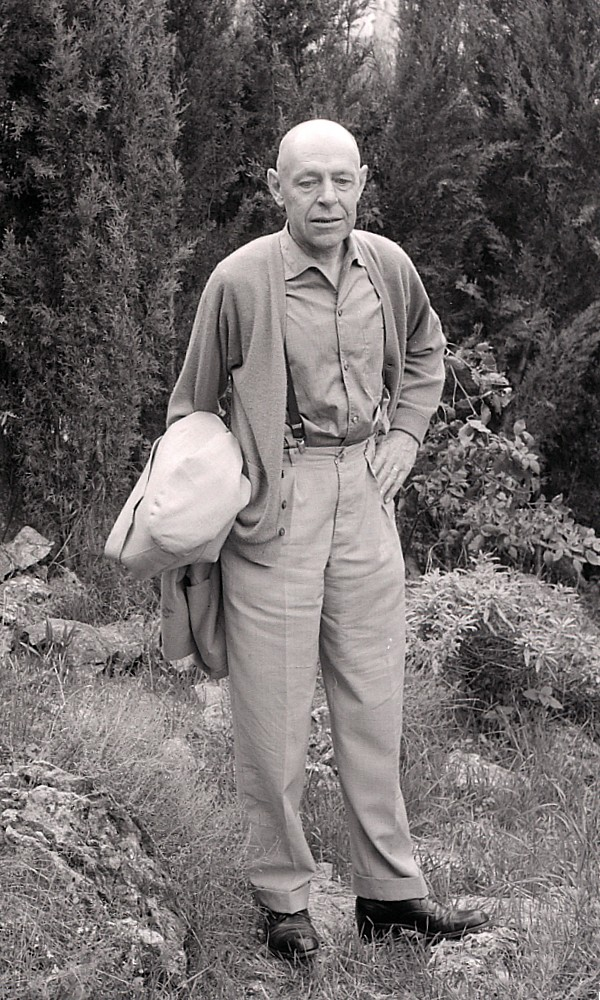
Jean Dubuffet, 1960.

Inizia nel 1945 il vero e più sentito percorso artistico di Dubuffet, quando teorizza e introduce il concetto di Art Brut, lavori che sono spontanei, immediati, prodotti da persone prive di specifica formazione artistica, come i malati mentali, i bambini. Nel 1947, assieme ad André Breton, Paulhan e Drouin fonda la "Compagnie de l'art brut": il termine definisce l'attività creativa di "artisti loro malgrado", che creano senza intenzioni estetiche, per una personale pulsione emotiva confluente in una comunicazione immediata e sintetica. Contemporaneamente organizza una mostra esponendo i disegni di bambini e alienati mentali.
L'interesse di Breton per i disegni dei malati mentali risale al 1916, quando era infermiere al centro psichiatrico Saint-Dizier di Nantes. La prima esposizione importante dell'art brut, nell'ottobre del 1949,  riunisce più di 200 opere alla Galleria Drouin. Così si legge nel Dictionnaire André Breton dove è scritto anche come Breton, a un certo punto, rimproverasse a Dubuffet di restringere il concetto dell'art brut alla produzione dei malati mentali. Dubuffet, in occasione «della mostra collettiva (...) alla Galleria Douin, tenutasi in ottobre» scrive L'Art Brut préferé aux arts culturels, dove si legge: «La vera arte è sempre là ove non la si attende. Là ove nessuno pensa a lei, né pronuncia il suo nome».
Organizza la sua prima personale americana che si svolgerà a New York, alla Pierre Matisse Gallery.
Sin dall'inizio della sua avventura artistica, Jean Dubuffet rivendica delle posizioni anticulturali, poiché secondo lui la cultura impoverisce, soffoca, livella, genera tenebre e, per dirla in altri termini, è asfissiante.
Il suo obiettivo è quello di liberarsi della tradizione artistica, per andare alla ricerca di forze artistiche originali e tracciare una nuova strada per l'arte.
Seguendo l'esempio di numerosi pittori dell'avanguardia, quali Kandinskij, Mirò o Klee, Dubuffet presta un'attenzione speciale ai disegni infantili. Confrontando un grande numero di disegni e dipinti eseguiti da Dubuffet tra gli anni Quaranta e Cinquanta con opere infantili che egli ha avuto tra le mani e che hanno suscitato il suo interesse, è facile riscontrare una serie di influenze iconografiche e formali.
Il disegno infantile non costituisce per lui un modello estetico. Se a livello formale sono presenti alcune similitudini con l'arte infantile, questo elemento deve essere letto come il riflesso di un'influenza determinante di tutt'altra portata, che permea il suo approccio filosofico e ideologico.
New York lo colpisce, e vi risiede dal 1951 al 1952; dopodiché torna a Parigi, dove ha luogo nel 1954 una retrospettiva al Cercle Volney.
Dal 1949 al 1960 si dedica a vari cicli di opere: Paysage Grotesque (1949-1950), Corps de Dames e Sols et Terrains (1950-1952), Assemblage e Texturologie (1953-1959), Materiologìes (1959-1960).
Sperimenta anche in campo musicale, assieme all'amico Asger Jorn.
Nel 1957 lo Schloss Morsbroich a Leverkusen, in Germania, è il primo museo che gli dedica una retrospettiva. Lo seguiranno successivamente il Musée des Arts Décoratifs di Parigi, il Museum of Modern Art di New York, l'Art Institute di Chicago, lo Stedelijk Museum di Amsterdam, la Tate Gallery di Londra e la Solomon R. Guggenheim Museum di New York.
Venezia ospita le sue opere a Palazzo Grassi nel 1964, con l'esposizione dei quadri di una serie iniziata nel 1962, l'Hourloupe.
Viene pubblicata una raccolta di scritti, Prospectus et tous écrits suivants nel 1967, anno in cui inizia la realizzazione di strutture architettoniche da lui progettate; poco dopo inizia varie sculture monumentali commissionategli per esterni.
Nel 1971 realizza i suoi primi oggetti scenici, i "practicables". Nel 1980-1981 ha luogo una ricca retrospettiva all'Akademie der Künste di Berlino, al Museum Moderner Kunst di Vienna e alla Joseph-Haubrichkunsthalle di Colonia.
Nel 1981 il Solomon R. Guggenheim Museum di New York gli dedica una mostra in occasione dell'ottantesimo compleanno.
Dubuffet muore a Parigi il 12 maggio 1985. 
La sua collezione dedicata all'Art Brut è ora ospitata presso la Collection de l'art brut di Losanna, in Svizzera. La collezione viene spesso definita un "museo senza muri", in quanto trascendeva i confini nazionali ed etnici e abbatteva efficacemente le barriere tra nazionalità e culture.

## Argomento ed opera
È stata notata in Dubuffet una vicinanza all'approccio satirico per quanto riguarda la sua visione artistica: questi deforma satiricamente la realtà, svalorizzando intenzionalmente l'immagine. Se nel contesto della pittura novecentesca il lavoro di Dubuffet è stato inserito nella tendenza rappresentata da una schiera di artisti che mostrano un chiaro discredito verso la realtà figurata quali ad esempio Lucio Fontana, Alberto Burri, Antonio Tàpies, nel suo caso la figura, anche se deformata, non viene abbandonata e pur subendo una satirica deformazione non ne rappresenta una caricatura, ma viene ad essere lo sguardo unico dell'artista.
Nell'opera di Dubuffet troviamo il superamento dell'antitesi arte figurativa - arte astratta. «Egli sostenne la necessità di un altro linguaggio (art autre), nel quale la materia non si pone più come passiva, ma come attiva e determinante della creazione artistica, (...)». A tale proposito nel Catalogo Per sommi libri, gli artisti delle avanguardie e il libro, Les murs di Dubuffet/Guillevic è collocato tra quelli delle nuove correnti figurative «coeve dell'astrattismo (...) del secondo dopoguerra (...) rappresentate» dal gruppo COBRA., «Asger Jorn, Corneille, Enrico Baj, Francis Bacon e dal libro realizzato a quattro mani da Pierre Alechinsky e Roberto Matta Echaurren»

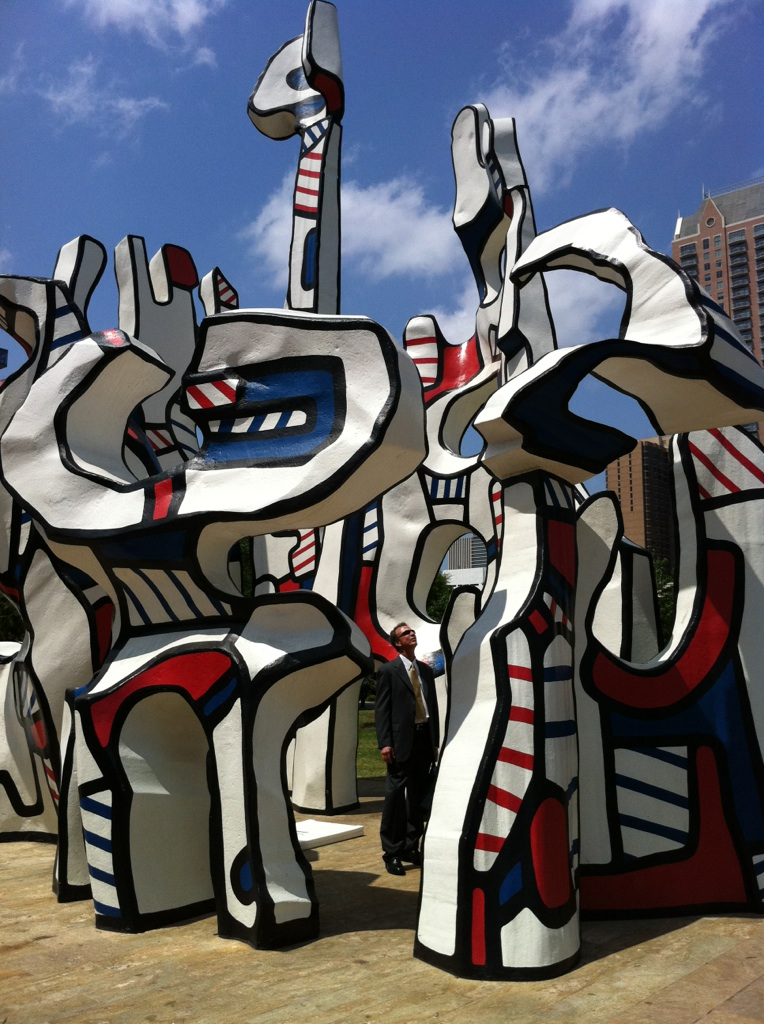
Jean Dubuffet, Monumento al fantasma, Houston, Avenida de las Americas

Ancora, che occorre fare attenzione a confondere la materia di un artista e l'opera che ha creato operando una metamorfosi e che Dubuffet, a proposito dei suoi Sols ha dichiarato che i suoi suoli non sono pittoreschi, fatti di rovine storiche o lussuriosi, bensì pavimenti sporchi o terra nuda polverosa che nessuno si prenderebbe la briga di notare e ancor meno di dipingere e che invece per lo stesso artista sono tele di incanto e di giubilo, non discostando di fatto il suo sguardo da un motto di Giovan Battista Marino: «È del poeta il fin la meraviglia». Da notare che durante il soggiorno italiano del giovane artista l'Editore Nerbini pubblica l'Adone del Cav. Marino, illustrato con «Quadri originali di Fabio Fabbi». D'altra parte negli anni che vanno dal 1920 al 1922 Dubuffet vive «una fase di isolamento durante la quale si interessa alla letteratura, allo studio delle lingue e alla musica». A proposito degli scritti quelli di Dubuffet sono innumerevoli e «molti scrittori professionisti potrebbero invidiargli le invenzioni verbali in uno stile audacissimo, gli innumerevoli aneddoti, i veloci ritratti di personaggi». Tra l'altro «Dubuffet è l'unico pittore, assieme a Picasso, che abbia sistematicamente documentato e pubblicato tutta la sua opera: più di quaranta volumi illustrati con una messe di note tecniche estremamente dettagliate» a cui «vi si dedicò senza interruzione a partire dal 1942».  Nei testi datati dal 1946 (Prospectus, Commentari), l'artista, «insofferente della estetica tradizionale, lontana dalle esperienze dell'uomo comune, portò alla luce (...) quelle forme di arte spontanea che sono proprie dei bambini e degli alienati» in realtà volendo indicare «ogni genere di manifestazione espressiva bruta, spontanea e immediata, priva di intenzioni culturali e di sovrastrutture estetiche».
Dubuffet spezza la tradizione francese che ritiene «inaccettabile che un artista sia coinvolto nel mondo degli affari», dove dimostrò effettivamente notevole abilità, e «non poteva essere più lontano dall'artista alla Van Gogh: è un pittore di una pasta completamente nuova e il simbolo di una nuova epoca», i primi interessi più legati alla letteratura che alla pittura. Interessi che insieme alla pittura vanno da Dostoevskij, ai balletti russi di Diagilev, a Terenzio, a San Gregorio di Tours.
Dubuffet dal 1942 si dedica definitivamente al lavoro artistico, un processo lento scansionato da crisi come quella del 1933, quando il grossista di vini apre uno studio di pittura dove opera nel tempo che si ritaglia dall'attività commerciale, mettendo così in crisi il proprio matrimonio, non sopportando la moglie una vocazione imprevista del marito, vocazione che la porterà tra l'altro ad accusare Dubuffet, l'amante alla luce del sole «della bella moglie di Léger», di omosessualità. Realizza allora cicli pittorici e scultorei come  Metériologies (1958 - 1960), Paris Circus (1961 - 1962) e L'Hurloupe, la cui idea nasce nel luglio 1962 dalle tracce casuali che lo stesso artista esegue mentre è al telefono.

## Dubuffet e l'Italia
La prima volta che Dubuffet è in Italia lo troviamo a Venezia nel 1923, è l'epoca in cui «studia avidamente tutte le illustrazioni, proprio come tutti i surrealisti e gli artisti del Bauhaus di quel tempo». Per avere un'idea di questa fase del suo percorso artistico, interrotto nell'ottobre del 1924 quando sbarca a Buenos Aires e inizia il periodo ventennale lontano dall'arte, «eccetto un intervallo fra il 1933 e il 1937», alla Collezione Gori della Fattoria di Celle è depositata una sua opera, un olio su tela di 49,5 per 64,5 cm dal titolo Le buveur. L'immagine si colloca nell'ambito dell'arte del tempo, in particolare si nota una certa influenza di Alberto Savinio.  Nel 1964, scrive Paolo Marinotti nel catalogo della mostra Hourloupe a Venezia «Jean Dubuffet torna a Palazzo Grassi per la quinta volta consecutiva - e questa volta da solo - (...). (...) a Palazzo Grassi non si consacra nessuno: qui tutti sono "in marcia". Palazzo Grassi non è un'espressione ufficiale di cultura, né un museo-mausoleo (...)».
Risale al 1965 il primo libro di Lorenza Trucchi su Dubuffet con allegato un disco fonografico, nel 2014 viene pubblicato il Carteggio Dubuffet-Trucchi. Nel saggio pubblicato all'interno del catalogo dell'Esposizione parigina al Centro Pompidou del 2001 la studiosa italiana individua un paragone, a detta della stessa apparentemente arbitrario, tra Francis Bacon, Jean Dubuffet e Alberto Giacometti. Pur attraverso strategie differenti per costoro la ricerca della verità, già manifesta nella storia dell'arte fin dal XIX secolo, è totalmente differente dalla sete di sapere, tipica della cultura classica. Dubuffet, così come Bacon e Giacometti, ma il primo esplicitandolo chiaramente nei suoi scritti, non ha l'obiettivo di agire in maniera diretta sulla società e ancora meno di trasformarla. Questa caratteristica li distingue in un dopoguerra caratterizzato da programmi di impegno ideologico ai quali intellettuali e artisti aderirono in massa.

## Dubuffet e l'Art Brut
È stato scritto che Jean Dubuffet inventò la nozione di Art Brut nel 1945, «in polemica con la cultura artistica ufficiale (...) al termine di un celebre viaggio "iniziatico" in Svizzera, in compagnia di Le Corbusier  e dello scrittore Jean Paulhan, alla ricerca dei "primitivi del XX secolo", le cui opere scopre all'interno degli ospedali psichiatrici e, in seguito, nelle prigioni e nelle campagne più isolate». Ciò che legava questo concetto allo stato dell'arte a lui contemporanea era la sfida comune verso l'eredità illuminista, un atteggiamento «amplificato dalla necessità di ripartire da zero dopo la catastrofe bellica». Riguardo a una nuova visione degli spazi Dubuffet decise di indagare «nel solco delle esplorazioni esotiche e africane che, da Gauguin alle avanguardie storiche, avevano rinnovato i linguaggi artistici dell'Occidente». Un'estetica brutale quindi, riallacciandosi al volume di Hal Foster del 2020 Brutal Aesthetics, che mette in relazione i periodi bui della civiltà con la paradossale domanda che si pose, più di una volta, Walter Benjamin all'inizio degli anni Trenta e che può essere così sintetizzata: come sopravvivere alla civiltà se necessario? La questione si poneva per Benjamin considerando che la civiltà parodia di se stessa cui si riferiva era quella del Fascismo e del Nazismo e che la Barbarie che aveva seguito la Prima guerra mondiale obbligava a fare Tabula rasa e a ripartire da zero. Seguendo questo percorso, dopo la Seconda guerra mondiale, alla nascita di Art Brut, risulta illuminante ed esplicativa a tale proposito la sentenza di Theodor W. Adorno del 1949, quando dichiarava che «scrivere una poesia dopo Auschwitz è un atto di barbarie».

## Dubuffet e il graffitismo
A suo tempo fu scritto che con la mostra di Palazzo Grassi a Venezia del 1964 Dubuffet appariva quasi un epigono di Picasso quando, all'alba del XXI secolo, viene considerato  «il padre fondatore del graffitismo, come il Doganiere lo fu dei naïf». Tale la lettura della sua opera nella mostra a Brescia, Palazzo Martinengo, primavera - autunno 2002, Dubuffet e l'arte dei graffiti. L'arte di Dubuffet non è più di popolo, ma nemmeno di élite. «Ci appare come un cortocircuito tra l'individuale e il collettivo. (...) Per molti giovani è un modo aggressivo, massificato, autistico per "gridare sui muri" la propria presenza».

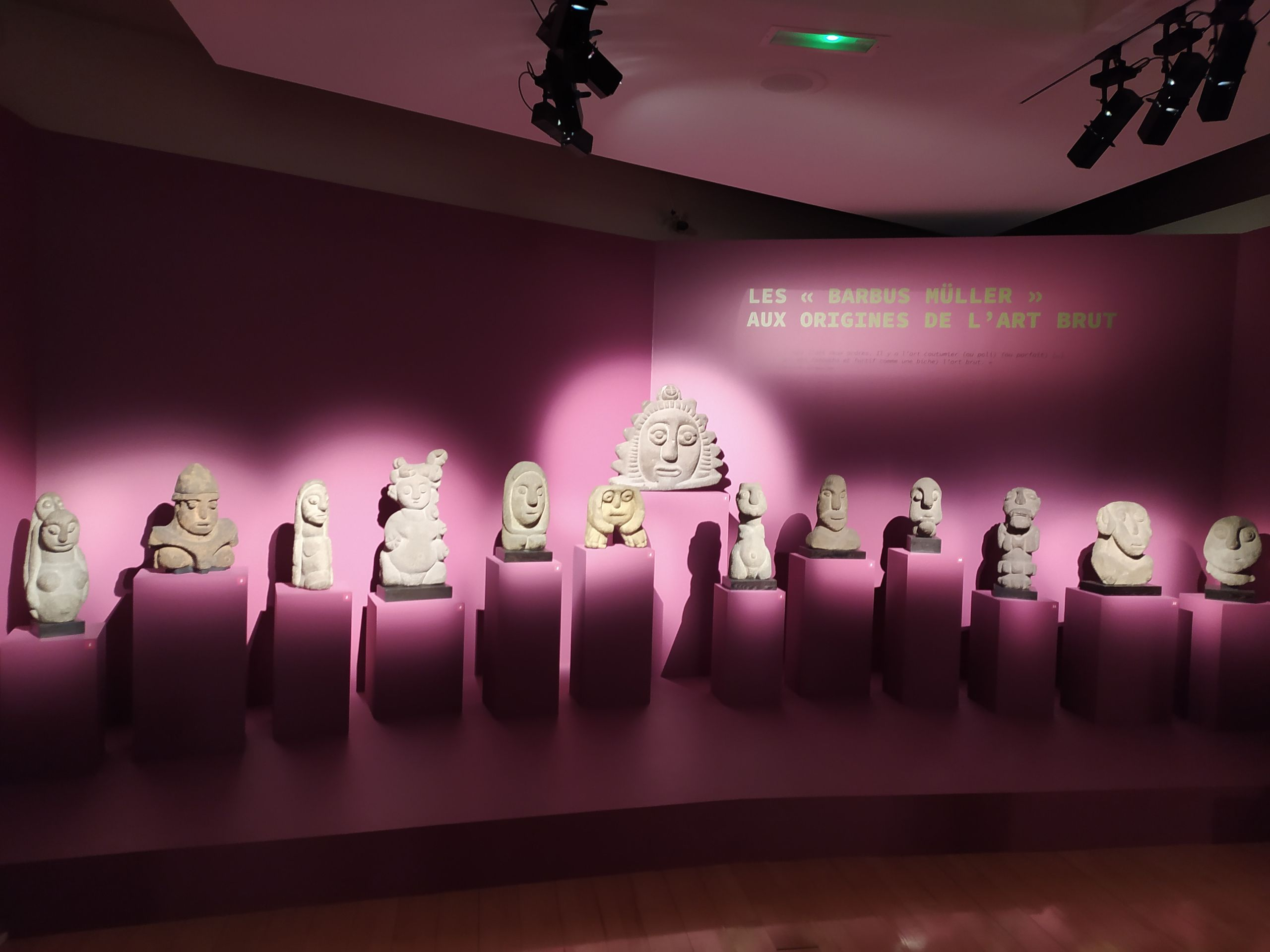
I Barbus Müller, opere chiave dell’Art Brut esposte a Clermont Auvergne nella quarta sezione della mostra Sur le pas de Dubuffet en Auvergne (8 luglio - 30 ottobre 2022)

## Dubuffet e la materia
Per Dubuffet, ricorda ancora Laurent Danchin, «la materia è sacra ed è un linguaggio». E, riportando le parole dello stesso artista, tratte da Note per le persone colte del 1946, leggiamo: «La spiritualità deve usare il linguaggio della materia. Ciascun materiale possiede un suo linguaggio, è esso stesso un linguaggio». (Prospectus I, p. 58). Renato Barilli, a proposito del termine materia nella pittura novecentesca, ricorda come tale termine sia ambiguo e venga ad assumere diversi significati. Dubuffet attraverso l'uso di materiali lontani da quelli a uso delle belle arti, quali ad esempio catrame, cartapesta o ali di farfalla, andando oltre i colori ad olio o gli acquarelli e mettendo in campo le più diverse sostanze brutali e grossolane, nonché precarie, rende la materia stessa qualcosa di «non più immediatamente fisico (...) e viene ad essere null'altro che l'infinito, ciò che non ha più limite e confine, ma che pulsa in una innumerevole presenza di elementi indifferenziati». L'opera realizzata dovrà avere in sé stessa i propri valori salvandosi e giustificandosi con le proprie forze e non potrà sperare «di essere sostenuta da ragioni estrinseche, o da un esame dei buoni propositi da cui è partito l'artista». Rachel E. Perry scrive che sperimentando un materiale non ortodosso per la realizzazione delle sue opere fin dal 1946 Dubuffet inizia la sua più caratteristica innovazione: le hautes pâtes, ovvero l'impastamento di materiali non ortodossi. Caricò le sue tele con composti così pesanti e instabili che anche prima del loro debutto pubblico nella mostra Mirobolus, Macdam et Cie, gli ingombranti impasti iniziarono a rompersi, sgretolarsi e sciogliersi dalle tele e sui pavimenti. Secondo gli apologeti Dubuffet accolse con favore queste modifiche, dilettandosi alla vista di questi materiali mutevoli e mutanti che soccombevano alla forza di gravità e all'entropia.
Dubuffet per rendere netta l'idea del suo sguardo sulla materia ebbe a scrivere in L'homme du commun à l'ouvrage (1973) che il pensiero dell'uomo in movimento prende corpo. Diventa sabbia, olio. Diventa spatola e raschietto. Esso diventa il pensiero dell'olio o del raschietto.

## Dubuffet e l'infanzia
È stato scritto che la tematica dell'infanzia in Dubuffet è ironica e di tipo artificiale, che la meraviglia e l'ingenuità proprie dell'infanzia vengono sfiorate soltanto per travasarle nello sguardo dell'artista. «Dubuffet è un falso naïf, (...). Ciò che Dubuffet trae da questa infanzia simulata è la spinta a fare piazza pulita di tutta la cultura artistica; è un nuovo e potente mezzo per liberarsi e esplorare il mondo circostante» (p.76). Questa tematica del nesso tra sguardo dell'infanzia e sguardo dell'artista è stata sviluppata nella mostra al Museo Cantonale d'Arte di Lugano nel 2005 Les enfants terribles. Il linguaggio dell’infanzia nell’arte 1909-2004, dove le opere di Dubuffet sono viste all'interno di un ampio percorso espositivo che ha il suo incipit nel Ritratto di fanciullo con disegno (1520) di Giovanni Francesco Caroto, su cui «è visibile, nel foglio sorretto appunto dal ragazzo ritratto, un disegno raffigurante una figura umana tracciata in modo del tutto simile a quello di un bambino dei nostri giorni». Nel libro-intervista A ruota libera (Bâtons rompus) la prima domanda posta a Dubuffet concerne il suo umore, nel 1942, quando ricominciò per la terza volta a dipingere. L'artista risponde: «Avevo la sensazione che pitture prive di tecnica come quelle dei bambini, fatte senza sforzo, rapidamente, possano essere altrettanto efficaci, o forse più, dei quadri prodotti nel circuito culturale, e che possano soprattutto fornire apporti inattesi, aprendo nuovi varchi al pensiero». I disegni dei bambini in seguito vennero esclusi dalla collezione Art Brut dove erano stati inseriti inizialmente per entrare in una collezione autonoma oggi denominata Neuve Invention. Dubuffet aveva già escluso l'arte primitiva o scaturita da qualsiasi tradizione etnica così come autori che avessero avuto una qualsiasi formazione artistica, orientandosi esclusivamente su alienati, disadattati, emarginati. Per quanto riguarda l'arte infantile Dubuffet ebbe modo di esporre il suo pensiero annotando che «alla lunga il bambino come l'adulto è alla ricerca del consenso ed è incline ad orientare la sua opera per ottenerlo». Stigmatizzata la proliferazione delle mostre di disegni infantili negli anni Cinquanta e anni Sessanta. «L'arte infantile, ai suoi occhi, non è sufficiente a testimoniare un'alterità culturale radicale». L'opera di Dubuffet viene identificata e circoscritta da Alessandro Del Puppo quale nuova immagine dell'uomo novecentesco creata unitamente ad Alberto Giacometti con Pablo Picasso, Jean Fautrier, Willem de Kooning, Germaine Richier, Fritz Wotruba, Francis Bacon, Kenneth Armitage, César, Edoardo Paolozzi. Lo stesso Dubuffet dichiara che l'Art Brut si distingue in quanto le sue opere sono «eseguite da persone indenni da cultura artista (...) ove si manifesta la sola funzione inventiva e non quelle, costanti dell'arte culturale, del camaleonte o della scimmia».

## Dubuffet e la letteratura
Alessandra Ruffino, curando nel 2021 l'edizione italiana di Prospectus aux amateurs de tout genre, pubblicato a Parigi nel 1946 per le Éditions Gallimard, ha avuto modo di scrivere che, per quanto riguarda Dubuffet, «gli amici pensavano che il suo destino artistico si sarebbe compiuto nelle lettere e non nelle arti visive». In Italia fu Il Verri diretto da Luciano Anceschi, che già aveva dato «un contributo decisivo alla comprensione del Barocco» attraverso uno storico numero monografico del 1958, a proporre decisamente l'opera di Dubuffet. Renato Barilli che per primo aveva pubblicato un saggio sull'artista nel 1959 su Il Verri, nel 1971 curerà per primo un volume su Dubuffet I valori selvaggi. Prospectus e altri scritti. Lo scrittore che sarà più collegato in Italia a Jean Dubuffet verrà ad essere di fatto Carlo Emilio Gadda.

## Dubuffet e la musica
A proposito del suo olio su tela Opéra Bobèche nel catalogo della collezione Jean e Suzanne Planque,Tra Picasso e Dubuffet, è stato scritto che non «è tanto l'allusione suggerita dal titolo che davanti a questa immagine si è indotti a pensare alla musica, quanto per il movimento di "trance" da cui è scossa. (...) Come è noto, il jazz ha profondamente influenzato la prima fase dell'arte di Dubuffet, ma nella serie di quadri a cui appartiene l'Opéra Bobèche la frenesia che travolge forme e colori raggiunge il parossismo». Nella scheda è citato anche un testo dello stesso Jean Planque tratto dai suoi quaderni del 1972-1973 dove sono riportate impressioni e annotazioni «dopo aver assistito a Coucou Bazar, uno spettacolo di Dubuffet». Dubuffet ha avuto modo di dichiarare: «Nella mia musica, ho voluto mettermi nei panni di un uomo di cinquantamila anni fa, che ignori tutto della musica occidentale e che s’inventi una musica senza alcun riferimento, senza alcuna disciplina, nulla che possa impedirgli di esprimersi in modo assolutamente libero per il proprio piacere. Ciò è esattamente quello che ho cercato di fare nella mia pittura (...)».

## Scritti
- Piccolo manifesto per gli amatori d'ogni genere, Torino, Allemandi 2021
- (FR)  Prospectus et tous écrits suivants, Tome I, II, Paris 1967; Tome III, IV, Paris, Gallimard 1995
- (EN)   Asphyxiating Culture and other Writings, Four Walls Eight Windows, New York 1986
ISBN 0-941423-09-3
- (FR)  L'Homme du commun à l'ouvrage, Paris, Gallimard 1973

### Cataloghi
- (IT)  Lorenza Trucchi, Jean Dubuffet (Allegato un disco fonografico), Roma, De Luca Editori d'Arte, 1965
- (FR)  Catalogue des travaux de Jean Dubuffet, Paris, Fascicule I-XXXVIII, Pauvert, 1965–1991
- (FR)  Sophie Webel, L’Œuvre gravé et les livres illustrés par Jean Dubuffet. Catalogue raisonné, Paris, Lebon, 1991
- (FR)  Daniel Abadie (sous la direction de), Dubuffet, Centre Pompidou, Galerie 1, 13 septembre - 31 décembre 2001, Paris, Édition du Centre Pompidou, 2001
- (IT)  Dubuffet e l'art brut. L'arte degli outsider, Milano, 24 Ore Cultura, 2024

### Studi critici
- (FR) George Limbour, L'Art brut de Jean Dubuffet (Tableau bon levain à vous de cuire la pâte), Paris, Éditions Galerie René Drouin, 1953
- (EN) Michel Ragon, Dubuffet, New York: Grove Press, 1959 (tradotto dal francese da Haakon Chevalier)
- (EN) Peter Selz, The Work of Jean Dubuffet, New York: The Museum of Modern Art, 1962
- (FR) Max Loreau, Jean Dubuffet, délits déportements lieux de haut jeu, Paris: Weber, 1971
- (DE) Andreas Franzke, Jean Dubuffet, Basel: Beyeler, 1976 (tradotto dal tedesco da Joachim Neugröschel)
- (EN) Andreas Franzke, Jean Dubuffet, New York: Harry N. Abrams, Inc. 1981 (tradotto dal tedesco da Erich Wolf)
- (FR) Michel Thévoz, Jean Dubuffet, Geneva: Albert Skira, 1986
- (EN) Mildred Glimcher, Jean Dubuffet: Towards an Alternative Reality. New York: Pace Gallery 1987
- (DE) Mechthild Haas, Jean Dubuffet, Berlin: Reimer, 1997
- (FR) Jean Dubuffet, Paris: Centre Georges Pompidou, 2001
- (EN) Laurent Danchin, Jean Dubuffet, New York: Vilo International, 2001
- (EN) Jean Dubuffet: Trace of an Adventure, ed. by Agnes Husslein-Arco, München: Prestel, 2003
- (DE) Michael Krajewski, Jean Dubuffet. Studien zu seinem Fruehwerk und zur Vorgeschichte des Art brut, Osnabrück: Der andere Verlag, 2004